# Ardisia maculosa
Ardisia maculosa är en viveväxtart som beskrevs av Carl Christian Mez. Ardisia maculosa ingår i släktet Ardisia och familjen viveväxter. Inga underarter finns listade i Catalogue of Life.